# 의빈 권씨
의빈 권씨(懿嬪 權氏, 1384년~ ? ) 또는 정의궁주(貞懿宮主)는 조선 태종의 후궁이자 정혜옹주의 생모이다. 세종의 여섯째 아들인 금성대군을 양육하였다.

## 생애

### 출생과 가계
1384년(우왕 10년), 성균관 악정 권홍(權弘)과 아내 경주 이씨(慶州 李氏)의 2녀중 장녀로 태어났다.
부계는 고려말 권문세족과 혼인관계를 맺어 큰 세력을 형성한 안동 권씨 집안의 후손으로, 증조모인 조씨는 조인규의 손녀이며, 어머니 이씨는 고려의 성리학자인 이제현의 증손녀이기도 하다.

### 입궁과 후궁 책봉
1402년(태종 2년) 태종이 후궁 제도를 법제화하여 맞아들인 첫번째 후궁이다. 태종은 원경왕후의 투기가 심한것을 비판하며, 역대 제왕들의 비빈의 숫자와 빈첩의 제도를 상고하게 하였고, 새로운 간택 후궁을 맞이하기로 결정한다.
태종은 사대부가 출신의 권씨를 후궁으로 맞이하면서 왕비나 세자빈에 준하는 가례를 준비하게 했는데, 이를 안 원경왕후가 식음을 전폐하고 통곡하자 태종은 가례를 취소하였다.
태종은 권씨를 정의궁주(貞懿宮主)로 봉하고, 권씨를 위해 대궐 북쪽에 연못을 파고 누각을 지어주었다. 이후 태종의 승은을 입어 외동딸인 정혜옹주를 출산하였다.
1409년(태종 9년), 명나라 영락제의 후궁이자 공녀 출신인 현인비 권씨가 정의궁주에게 백은 1백냥을 내리자 상의원에서 이를 보관하였다.

### 불교에 귀의
1422년(세종 4년) 2월, 세종은 아버지 태종의 병수발을 든 공을 생각하여 정의궁주 권씨를 정1품 의빈(懿嬪)으로 승격시켰다. 같은 해 5월에 태종이 죽자 비관하여 세종에게 고하지 않고 머리를 깎아 중이 되었으며 밤낮으로 불경을 외우며 태종의 명복을 빌어 후궁들이 이를 따라했다.
 
의빈 권씨와 신녕궁주 신씨가 임금(세종)에게 계하지 아니하고,
머리를 깎고 여승이 되었다.
후궁들이 서로 경쟁하여 머리를 깎고 염불하는 기구를 준비하여,
아침 저녁으로 불법을 행하였는데, 임금이 금하여도 되지 아니하였다.
 — 《세종실록》 16권,
세종 4년(1422년 명 영락(永樂) 20년) 5월 20일 (병자)

1424년(세종 6년), 딸인 정혜옹주가 죽자 사위인 박종우로 하여금 재취하게 하여 세종이 이를 허락하였다. 한편 의빈을 비롯한 태종의 후궁들이 머리를 깎고 비구니가 되어 불사를 행하자 정인지 등이 상소를 올려 의빈 등이 원래대로 머리를 기르도록 청하기도 했다.

### 최후
이후 의빈은 세종의 여섯째 아들 금성대군을 맡아서 길렀다.
1453년(단종 1년)에 의빈이 늙고 병들어 질병가(疾病家, 궁인(宮人)이나 나인(內人)이 병들면 죽을 때까지 옮겨 두던 대궐 밖의 집)로 거처를 옮기자, 금성대군이 자신의 사저에 의빈이 머물 수 있도록 여러 차례에 걸쳐 청했지만 왕이 허락하지 않았다.
 
금성대군(錦城大君) 이유(李瑜)가 아뢰기를,
"신이 의빈(懿嬪)에게서 자라나서 그 은혜가 심히 무거운데,
 나이가 지금 70이므로 궁중에 기거하는 것은 적당하지 못합니다.
 신은 부마(駙馬)의 예가 아니니, 원컨대 신의 집으로 나가도록 명하시어
 평안하게 봉양할 수 있게 하여 주소서."
(중략)— 《단종실록》 6권,
단종 1년(1453년 명 경태(景泰) 4년) 6월 26일 (신해)

금성대군은 의빈을 혜빈 양씨의 처소로 옮겨 지내게 하였다. 혜빈 양씨와 금성대군이 세조에 의해 처형된 이후, 권씨에 대한 행적은 기록되어 있지 않다.
1457년(세조 3년), 예조의 주청에 의해 의빈궁(懿嬪宮)의 칭호를 없애고 선왕의 후궁들이 거처하는 자수궁과 수성궁의 예에 따라 영수궁(寧壽宮)으로 고쳤다.

## 가족 관계
| - 조부 : 권균(權鈞, ?~1401) - 조모 : 낙안 김씨(樂安 金氏) - 아버지 : 권홍(權弘, 1360~1446) - 외조부 : 이학림(李學林) - 이제현의 손자 - 외조모 : 오씨(吳氏, 본관 미상) - 오중경(吳仲卿)의 딸 - 어머니 : 경주 이씨(慶州 李氏, ?~1442) | - 남편 : 태종(太宗, 1367~1422) - 딸 : 정혜옹주(貞惠翁主 ?~1424) - 사위 : 운성군(雲城君) 박종우(朴從愚, ?~1464) |

## 참고 자료
- 의빈 권씨 - 한국학중앙연구원